# Доктор наук (Российская империя)
Доктор наук — высшая учёная степень в Российской империи в период с 1804 по 1918 год.

## История
В 1791 году императрица Екатерина II подписала указ «О предоставлении Московскому университету права давать докторскую степень обучившимся в оном врачебной науке». Первым доктором медицины в Московском университете стал Ф. И. Барсук-Моисеев (1794).
В Российской империи система учёных степеней по всем отраслям наук была законодательно оформлена в 1803 году, в соответствии с «Предварительными правилами народного просвещения», утверждёнными императором Александром I. Введённая государством система, получила трёхступенчатую, иерархическую структуру («кандидат–магистр–доктор»), в которой учёная степень «доктор наук» являлась высшей учёной степенью. В таком виде система учёных степеней в России продолжала существовать (с некоторыми непринципиальными коррективами) вплоть до 1918 года. Эта система отличаясь от системы принятой в XIX веке в большинстве европейских университетов с единственной учёной степенью («доктор»).
Право «давать учёные степени или достоинства» предоставлялось Советам факультетов университетов Российской империи. Процедура экзамена целиком находилась в руках факультетских профессоров (точнее, организовывавшего экзамен декана), без всякого контроля сверху, например со стороны ректора.
Порядок возведения в степени был подробно изложен в Университетском уставе 1804 года, где этому была посвящена целая глава. Для докторской (чин 8-го класса — коллежский асессор) и для магистерской (9-го класса по Табели о рангах) учёных  степеней этапы процедуры были совершенно одинаковыми: вначале публичный экзамен в присутствии профессоров факультета, потом чтение на факультете публичных лекций и защита диссертации (различия между магистром и доктором выражались лишь в количестве вопросов на экзамене и количестве публичных лекций). Правила, изложенные в уставе распространялись на Московский, Казанский и Харьковский университеты (от них отличались, хотя и незначительно, аналогичные требования Устава Дерптского университета 1803 года).
C начала XIX века полная ученая карьера выпускника российского университета для достижения им должности профессора требовала, в отличие от европейских университетов того же времени, последовательной защиты двух диссертаций — магистерской и докторской. Эта норма сформировалась
уже в Московском университете последней трети XVIII века, где траектория также была двухступенчатой: сначала необходимо было стать магистром, а уже потом — профессором.
Учёная степень доктора наук обладала в Российской империи наивысшей привлекательностью с точки зрения российской государственной службы — она давала право на чин 8-го класса (достижение которого обычным порядком требовало многих лет, даже десятилетий службы) и потомственное дворянство, тогда как другие степени соответствовали рангам, дававшим лишь личное дворянство. В этом было кардинальное отличие российской докторской степени от европейской, где учёная степень доктора не давала каких-либо особых прав, а тем более чинов. В результате в России докторская учёная степень, предоставляя право на чин, а вместе с ним и весьма значительные общественные (сословные) привилегии, притягивала не только людей, посвящавших себя науке, но в гораздо большей степени тех, кто искал быстрого продвижения по службе или повышения социального статуса.
В начальный период становления системы ученых степеней в России (1804–1816) Министерство народного просвещения практически не осуществляли контроля над присуждением ученых степеней и не требовали от университетов каких-либо документов, подтверждающих «правильный» ход соответствующих процедур. Количество и качество произведённых в степени целиком зависело от ситуации на местах.
Среди трёх российских университетов — Московского, Казанского, Харьковского — наибольшее количество производств в ученые степени за данный период (1804–1816) зафиксировано в Московском университете, что объясняется тем, что в Москве с самого начала имелся необходимый для процедуры состав преподавателей по всем факультетам, в отличие от только основанных двух других университетов. Поэтому в Московском университете первые новопроизведённые доктора и магистры появились сразу после введения в действие Университетского устава 1804 года. Всего за начальный период в Московском университете защитилось 30 докторов наук (4 по нравственно-политическому факультету, 14 — по словесному, 5 — по физико-математическому и 7 — по медицинскому).
Положение изменилось после «Дерптской аферы». Распоряжением от 19 декабря 1816 года министра народного просвещения, князя А. Н. Голицына, «дабы университеты, до учинения по сему предмету окончательного положения, остановились производством в ученые степени, исключая званий медицинских». Новое Положение «О производстве в ученые степени» было подписано Александром I 20 января 1819 года. Прекращение производств в степени в период 1816–1818 годов ударило прежде всего по тем, кто к этому времени уже начал проходить данную процедуру.
Положение 20 января 1819 года было направлено против всех выявленных нарушений. Его основной целью было ввести как можно более чёткую регламентацию процесса присвоения ученых степеней и требовать её неукоснительного исполнения. Главным новшеством, о соблюдении которого заботилось теперь государство, являлась строгая очередность в получении учёных степеней: каждый соискатель обязан был последовательно становиться кандидатом, затем магистром, а потом доктором. В то же время ряд мер был направлен и на упорядочение и конкретизацию самой процедуры. Этому служило разделение наук на более дробные «разряды», по которым соискатель затем и подвергался испытанию и, соответственно, имел право носить учёную степень именно в отношении данного класса наук (например, исторических наук или российской словесности и т.д.).
В XIX веке государство неоднократно обращалось к законодательному регулированию сферы присвоения учёных званий (новые Положения принимались в 1837, 1844 и 1864 годах).
Во второй половине XIX века система упростилась. Получение докторского звания свелось к защите диссертации, которая подавалась для экспертизы в Совет факультета и обсуждалась на публичном диспуте с участием официальных и неофициальных оппонентов.
Распределение утверждённых в докторской учёной степени по университетам Российской империи (1803—1917):
| Университет                                     | доктора |
| ----------------------------------------------- | ------- |
| Московский университет                          | 991     |
| Дерптский (Юрьевский) университет               | 1711    |
| Виленский университет                           | 7       |
| Харьковский университет                         | 289     |
| Казанский университет                           | 275     |
| Санкт-Петербургский (Петроградский) университет | 336     |
| Александровский университет                     | ?       |
| Университет св. Владимира                       | 242     |
| Новороссийский университет                      | 106     |
| Варшавский университет                          | 96      |
| Томский университет                             | 40      |
| Николаевский университет                        | 3       |

Докторская учёная степень и связанные с нею права были отменены декретом СНК РСФСР от 1.10.1918. Система учёных степеней была восстановлена только в 1934 году.